# Ulrich Gottlieb
Ulrich Gottlieb (* 1964 in Straubing) ist ein Pantomime, Körpertheater-Performer und Choreograph.

## Leben
Gottlieb begann 1985 mit der Ausbildung als Schauspieler und Pantomime bei Werner Müller und Hiro Uchiyama (Bewegungstheater, Methode Stanislawski und Gortowski). 1994 fand eine Begegnung mit Marcel Marceau an der Bayerischen Theaterakademie statt. Ein starkes Interesse an asiatischen Bewegungskünsten führte Ulrich Gottlieb nach Asien. Ein langjähriges Training in Taijiquan unter Master Lim Chee Choon in Penang/Malaysia war stark prägend für seine künstlerische Arbeit. Die Handschrift seiner Arbeit verbindet die Elemente der Pantomime, des Straßentheaters, Improvisationstheaters und der Bewegungskunst Taiji quan zu einem eigenen Stil des Körpertheaters.
International bekannt wurde Ulrich Gottlieb mit der Figur „Herr Loop“, mit der er weltweit auf Internationalen Straßentheater-Festivals gastierte. Neben Soloarbeiten gab es Zusammenarbeit mit namhaften Regisseuren und Dirigenten. 1995 übernahm Ulrich Gottlieb die Rolle der Figur Marceau im Musical „Zazou“ unter der Regie von Jérôme Savary am Bayerischen Staatstheater in München. Am Prinzregententheater München choreographierte er „Public Transport“. 2001 war er als Performer Company Mitglied bei Yvonne Pouget in ihrer Tanztheater Produktion „Io sogno, dunque non ci sono piu“ im Metropol Theater München. Weiter folgte eine Zusammenarbeit mit der Violinistin Monique Mead und dem Münchner Rundfunkorchester und dem Gürzenich-Orchester der Kölner Philharmonie sowie mit dem Dirigenten Gerd Albrecht in „Till Eulenspiegel“ mit dem Münchner Rundfunkorchesters. Dabei setzte er Ausschnitte aus klassischen Musikwerken visuell als Pantomimen um. Dies geschieht ebenso in der aktuellen (Stand 2009) Zusammenarbeit mit dem Komponisten Matthias Linke. 1994 erhielt er einen Lehrauftrag in Pantomime im Studiengang Schauspiel an der Bayerischen Theaterakademie München. Eine Einladung zum interkulturellen Austausch brachte ihn 2001 ans renommierte Patravadi Theatre in Bangkok. Eine intensive Zusammenarbeit mit Patravadi Mejudhon begann. Weitere Gastlehraufträge folgten an der Srinakharinwirot University sowie Chulalongkorn University in Bangkok. 2009 entstand eine Zusammenarbeit mit der ISTA (International School Theatre Accociation) beim Theatre arts Programme Symposium in Bangkok. Ein weiterer Höhepunkt in seinem Schaffen war die Einladung zu einem Pantomime Part bei der Royal Command Performance anlässlich des 80. Geburtstages des Königs von Thailand.
Ulrich Gottlieb lebt und arbeitet derzeit (Stand 2009) in München, Wien und Bangkok. Sein Bestreben ist die Weiterentwicklung der Pantomime und des Körpertheaters als eigenständige kulturübergreifende Kunstform.